# Comisiones Obreras
Comisiones Obreras, deutsch Arbeiterkommissionen, in Spanien häufig CC.OO. abgekürzt, ist eine führende spanische Gewerkschaft. Die Arbeiterkommissionen (Comisiones Obreras) entstanden 1958–1962, ohne dass es schon feste organisatorische Strukturen gab. 1976 gründete sich die Gewerkschaftliche Konföderation der Arbeiterkommissionen (Confederación Sindical de Comisiones Obreras). Sie gehört heute zum Europäischen Gewerkschaftsbund und zum Internationalen Gewerkschaftsbund.

## Geschichte

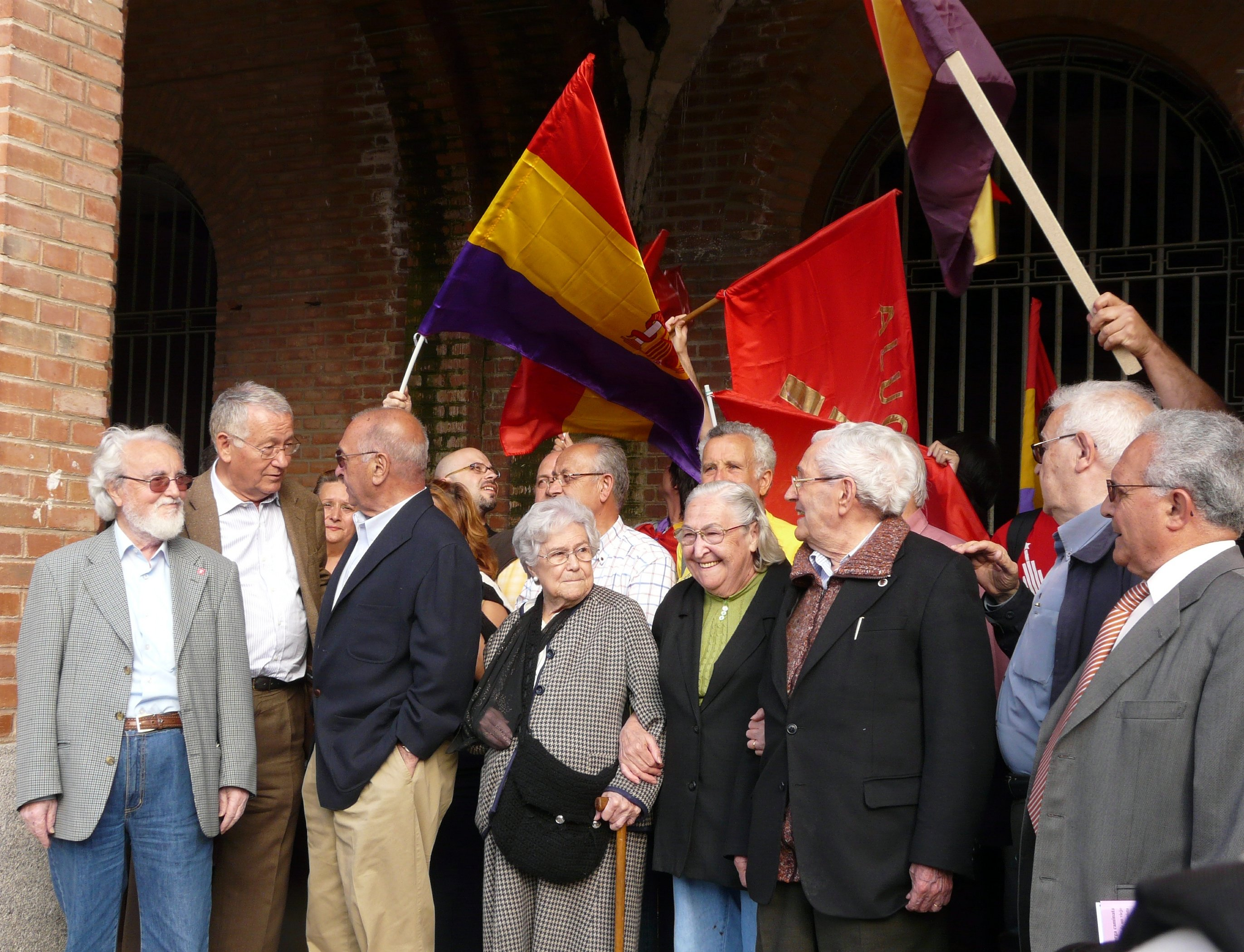
Ehrung für politische Gefangene des Franquismus im Gefängnis von Carabanchel: Ariza, CCOO; Redondo, UGT; Camacho, CCOO

Die Arbeiterkommissionen (Comisiones Obreras) gehörten nicht zur alten spanischen Gewerkschaftsbewegung (z. B. UGT, CNT).

### Franco-Diktatur
Sie bildeten sich in betrieblichen Kämpfen um Verbesserung der Arbeitsbedingungen und während spontaner Arbeitsniederlegungen seit dem Ende der 50er Jahre, besonders aber seit dem Beginn der 60er Jahre anfänglich anlassbezogen und flexibel ohne organisatorische Konstanz noch unter den Bedingungen des Franquismus.
Sie waren in einer ersten Phase bis 1962 häufig als Ad-Hoc-Streikkommissionen, teils auch in den staatlichen Syndikaten, in Basisorganisationen der katholischen Kirche und in Gruppen der spanischen Kommunisten (PCE) im Untergrund entstanden. In betrieblichen Arbeiterversammlungen wurden Delegierte in ein Betriebskomitee (Arbeiterkommission) gewählt, die die Aufgabe hatte, mit der Betriebsleitung über z. B. Lohnerhöhungen zu verhandeln. Später stellte man in einer weiteren Versammlung die Ergebnisse vor und hatte seinen Wahlauftrag erfüllt und trat zurück. Es herrschte das Prinzip einer direkten Demokratie, die nach Marcelino Camacho „das grundlegende Prinzip der Bewegung“ darstellte.
Ab 1962 wurde versucht, die Organisationsformen weiterzuentwickeln. Es ging um die Institutionalisierung und das Beibehalten der Arbeiterkommissionen. Man suchte auch den Kontakt zu anderen Betrieben, um die Isolierung zu überwinden. 1964 trafen sich im Frühjahr 1964 ca. 600 aktive Gewerkschafter und Betriebsräte zur Beratung über eine kommende Lohnrunde in der Metallindustrie. Sogar zwei Generalversammlungen (Asamblea General) der Arbeiterkommissionen fanden im Juni und Dezember 1967 statt. Das Prinzip der Koordinierung der verschiedenen Forderungen und Kampagnen setzte sich ab 1967 immer weiter durch.
Nach den Erfolgen der zweiten Phasen setzte in einer dritten Phase (1967–1970) die Repression des franquistischen Staates in der Wirtschaftskrise 1966/67 massiv ein. Hatten die Behörden anfänglich geglaubt, die Arbeiterkommissionen in die Strukturen der staatlichen vertikalen Syndikate integrieren zu können, hatten ihnen die Erfolge der Arbeiterkommissionen bei den Syndikatswahlen 1966 und die Weiterentwicklung der Arbeiterkommissionen gezeigt, dass das unmöglich war. Im März 1967 wurden die Arbeiterkommissionen vom Obersten Gerichtshof zur „illegalen Vereinigung“ erklärt und mit aller Härte verfolgt. Viele Gewerkschafter, häufig auch Mitglieder der verbotenen kommunistischen Partei, bezahlten ihr Engagement mit Entlassung, Repression und Gefängnis. Man sah sich in dieser Zeit eher als „sozio- politische Bewegung“ denn als institutionalisierte Gewerkschaft. Schon 1966 hatte man gleichwohl den Gedanken an eine starke einheitliche und demokratische Gewerkschaft für die Zukunft entwickelt.
Ab 1970 beginnt die letzte Phase der Arbeiterkommissionen im Franquismus mit einer massiven Welle von Streiks. Trotz der fortgesetzten staatlichen Repressionen, die schon Ausdruck der Hilflosigkeit des Regimes waren, setzte eine organisatorische Konsolidierung der Arbeiterkommissionen ein. Dafür sorgte das Regime auch mit Gerichtsverfahren. Besonders der Prozess „1001“ in den Jahren 1972/73 gegen zehn führende Mitglieder der Arbeiterkommissionen sorgte im In- und Ausland für Aufsehen und Solidarität. Bekanntheit und Ansehen der Arbeiterkommissionen steigerten sich mit dem Grad der Repression.
1975 im Sterbejahr Francos waren die Arbeiterkommissionen (CCOO) die flexibelste, effektivste und stärkste demokratische Massenorganisation Spaniens.

### Übergangszeit von der Diktatur zur Demokratie (Transición)

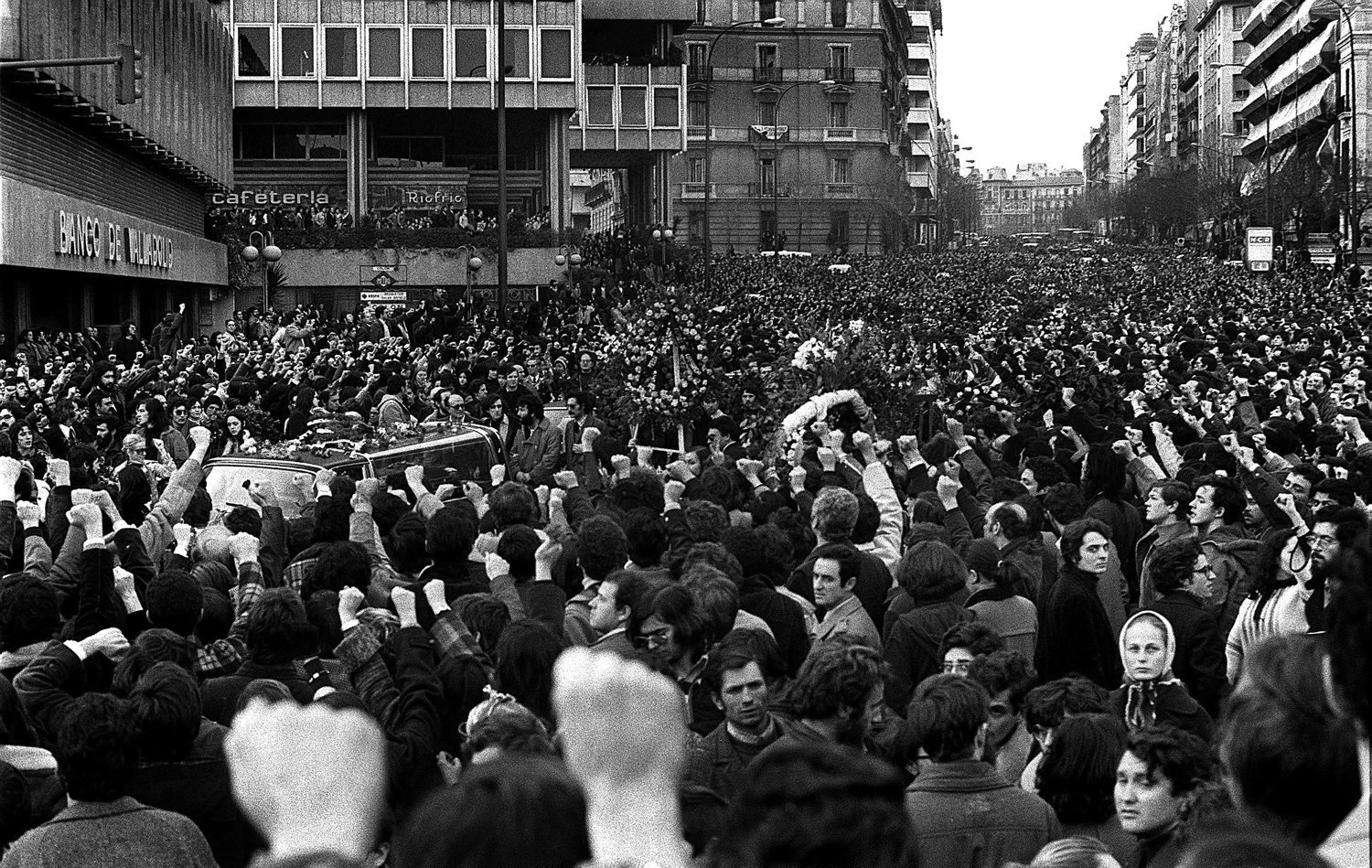
Beisetzung der ermordeten Arbeiteranwälte von Atocha

Während der Transición kämpften die Arbeiterkommissionen mit drei großen Problemen. Zum einen mit den alten Problemen der Repression, der Illegalität und des Übergangs, Fragen, die jetzt, da das Regime schwankte, noch drängender waren. Außerdem musste die Frage nach der organisatorischen Zukunft geklärt werden. Damit verbunden, musste man sich auch neuer Konkurrenz stellen.
Den Arbeiterkommissionen war mittlerweile ein großer Konkurrent aus dem Lager der historischen Gewerkschaften entstanden: die sozialdemokratisch- orientierte UGT, die auch mit massiver organisatorischer und finanzieller Hilfe der FES als zweite große Gewerkschaft neu entstand und nach Francos Tod zügig die Zulassung erhielt.
Die Arbeiterkommissionen waren auch in der Transición ein wichtiger Akteur, der spürbar an Bedeutung gewonnen hatte. Auch nach Francos Tod organisierten sie viele Streiks vom November 1975 bis zum März 1977, so dass die tiefe wirtschaftliche, soziale, gesellschaftliche und politische Krise des Regimes deutlich zu Tage trat.
Die Frage der Illegalität und der zukünftigen Organisationsform verknüpften sich in der Vorgeschichte der Nationalen Konferenz der Arbeiterkommissionen am 11. Juli 1976 in Barcelona. Es war eine Richtungskonferenz im Juni 1976 in Madrid geplant gewesen, die aber, anders als die Konferenz der UGT, verboten worden war. Man suchte nach einer Alternative und fand sie in Barcelona. Im Schutz einer Kirche, Sant Medir, tagten Delegierte aus ganz Spanien und trafen eine wichtige Richtungsentscheidung mit dem Beschluss der Gründung einer eigenen Gewerkschaft. Diese Konferenz war der wichtigste Anstoß zur formellen Gründung, die dann im Oktober in Madrid in einer Rechtsanwaltskanzlei erfolgte, die drei Monate später von einem rechtsgerichteten Mordkommando überfallen wurde und fünf Mitglieder der Kanzlei beklagen musste. Im Jahr 1976 hatte man sich auch von Plänen einer Einheitsgewerkschaft verabschieden müssen, hinter denen die Sozialisten den Versuch einer Vereinnahmung der UGT vermuteten.
Der Tod Francos stellte die Hauptfrage, wie der Übergang zur Demokratie gelingen konnte. Die Arbeiterkommissionen leisteten ihren Beitrag in der Lösung programmatischer und organisatorischer Fragen, jedoch gaben sie zusammen mit den anderen mittlerweile existierenden Gewerkschaften durch eine massive Streikwelle dem Demokratisierungsprozess den benötigten Veränderungsdruck. 1976 summierten sich die durch Streiks verlorenen Arbeitsstunden auf 149 Millionen, 1977 noch auf 109 Millionen. Damit wuchs der Druck auf die politischen Akteure, den Reformprozess zu forcieren. Im Frühjahr 1977 wurden Arbeiterkommissionen und die PCE schließlich legalisiert, wie von den anderen demokratischen Kräften gefordert.
Ab September 1977 gelang es den Arbeiterkommissionen, besonders viele neue Mitglieder zu gewinnen und in den Betriebskomitees eine wichtige Rolle zu spielen. Bei den Betriebskomitee-Wahlen im Frühjahr 1978 gewannen die Arbeiterkommissionen vor der UGT. Ihre Wähler honorierten offensichtlich ihren Einsatz während der franquistischen Diktatur.

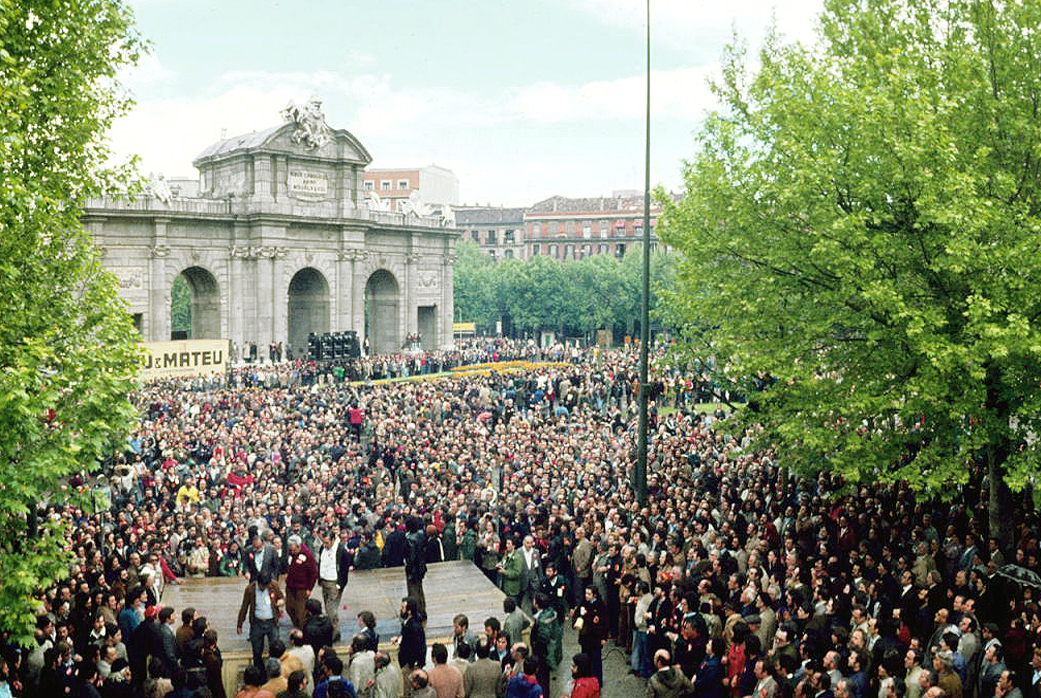
Madrid, 1. Mai 1978, Marcelino Camacho verlässt die Tribüne

### Gewerkschaftliche Arbeit im demokratischen Spanien (ab 1980 bis heute)
In den 1980er Jahren, besonders in der ersten Hälfte, spiegelt sich in der Entwicklung der Arbeiterkommissionen die schwere Wirtschaftskrise, in der sich Spanien befand. Das wichtigste Ergebnis der zweiten Hälfte der 1980er Jahre ist sicher die weitgehende gewerkschaftliche Zusammenarbeit der Arbeiterkommissionen und der UGT, also der zwei größten spanischen Gewerkschaften in den Verhandlungen mit Arbeitgebern und den jeweiligen Regierungen, egal von welcher Partei getragen. Weltanschauliche Unterschiede spielten seitdem kaum noch eine Rolle.

## Programm und Statute
Anfänglich, unter dem Einfluss der PCE, wollten die Arbeiterkommissionen neben der gewerkschaftlichen Arbeit am Aufbau von Demokratie und Sozialismus mitarbeiten. Nach einem Prozess der zunehmenden Unabhängigkeit von jeglichen politischen Parteien lauten die aktuellen Grundsätze von 2021:
„CCOO ist eine pluralistische Gewerkschaft, offen für alle Arbeitnehmer, unabhängig von ihrer Ideologie, Philosophie, politischen oder religiösen Auffassung, unter Achtung der Menschenrechte und demokratischen Normen.“

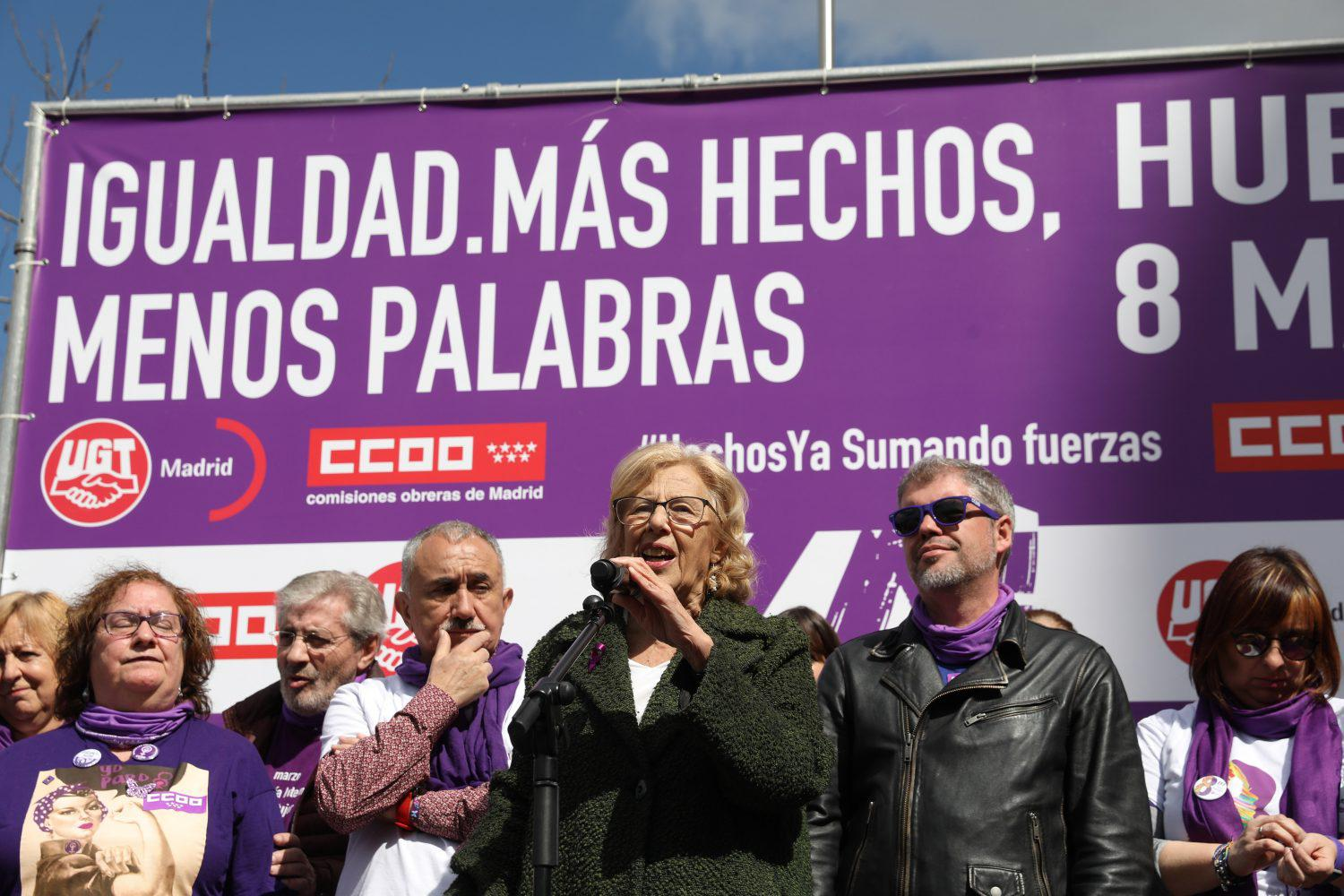
Parolen: Gleichheit. Weniger Worte, Mehr Taten.

- Die Arbeiterkommissionen wollen für eine gerechtere, demokratischere und partizipativere Gesellschaft kämpfen.

Die Arbeiterkommissionen verstehen sich 2021 als...
- einheitlich und demokratisch
- pluralistisch und partizipativ
- feministisch, für Männer und Frauen
- autonom und unabhängig von Wirtschaftsmächten, dem Staat und anderen Interessen außerhalb ihrer Ziele sowie von politischen Parteien
- gesellschaftspolitisch aufgeschlossen
- internationalistisch
- multiethnisch und multikulturell

## Organisation

### Verfassungsmäßiger Rahmen
Gewerkschaften, ihre Organisation und ihr Wirken werden in der spanischen Verfassung ausdrücklich erwähnt. Der Artikel 7 bestimmt das Recht der spanischen Bürger, sich frei zur Durchsetzung ihrer wirtschaftlichen Interessen in Gewerkschaften zu organisieren. Die innere Struktur der Gewerkschaften hat demokratisch zu sein. Der Artikel 28 Absatz 1 weist darauf hin, dass der Gesetzgeber per Gesetz in Einheiten und Einrichtungen, die militärischer Disziplin unterliegen, dieses Recht ausgesetzt werden kann. Art. 28 Satz 2 garantiert das Streikrecht.

### Dachverband
Die Gewerkschaftliche Konföderation der Arbeiterkommissionen (Confederación Sindical de Comisiones Obreras) ist ein gewerkschaftlicher Dachverband, der aus Fachgewerkschaften und territorialen Verbänden besteht:

### Mitgliedsgewerkschaften (Föderationen)
Die Zahl der Einzelgewerkschaften ist in den letzten Jahren stark verringert worden, indem man Branchen zusammengelegt hat, um in der gewerkschaftlichen Arbeit größere Effektivität zu erzielen.
- Gewerkschaft (CCOO) Öffentliche Dienste
- Gewerkschaft (CCOO) Habitat (natürlicher Lebensraum)
- Gewerkschaft (CCOO) Erziehung
- Gewerkschaft (CCOO) Industrie
- Gewerkschaft (CCOO) Rentner und Pensionäre
- Gewerkschaft (CCOO) Gesundheitswesen
- Gewerkschaft (CCOO) Dienstleistungen

### Territoriale Mitgliedsverbände

Autonome Regionen Spaniens

- Es gibt Arbeiterkommissionen von Andalusien, Aragon, Asturien, der Kanaren, von Kantabrien, Katalonien, Kastilien-La Mancha, Kastilien-Leon, Ceuta, des Baskenlandes, der Extremadura, von Galizien, der Balearen, von La Rioja, von Madrid, von Melilla, von Murcia, von Navarra und vom Land Valencia.

### Organe
Nach Artikel 26 der Statuten der Gewerkschaftlichen Konföderation Arbeiterkommissionen (Confederación Sindical Comisiónes Obreras) gibt es folgende Gremien:
A. Der Konföderale Kongress (Art. 27, Statuten)
Die Kongresse tagen satzgemäß alle vier Jahre und haben folgende Schwerpunkte: Vorstandswahlen, Debatte und Beschlussfindung zu Statuten und Grundsatzentscheidungen.
B. Die Konföderale Konferenz (Art. 28, Statuten)
Zwischen den Kongressen kann bei Bedarf eine Konferenz einberufen werden, die Positionen zu speziellen oder Grundsatzfragen festlegen können. Beschlüsse der Kongresse können nicht aufgehoben werden.
C. Der Konföderale Rat (Art. 29, Statuten)
Er tagt regelmäßig mindestens drei Mal im Jahr. Er beruft u. a. Kongresse ein und bereitet die Tagesordnung vor. Er überprüft die Umsetzung der auf den Kongressen getroffenen Entscheidungen. Er berät und entscheidet Haushaltsfragen.
D. Der Konföderale Ausschuss (Art. 30, Statuten)
Er ist ein Koordinationsausschuss zwischen dem Dachverband und den Zweigverbänden, der vom Generalsekretariat einberufen wird. Er hat das interne Funktionieren der gewerkschaftlichen Arbeit sicherzustellen.
E. Das Konföderale Exekutivkomitee (Art. 31, Statuten)
Es ist unter der Führung des Generalsekretärs das Exekutivorgan, das u. a. mit der Umsetzung der Beschlüsse des Kongresses, des Rates und des Ausschusses betraut ist. Es leistet die alltägliche Führung.
F. Die Konföderale Kontrollkommission (Art. 34, Statuten)
Dem Kontroll- oder Garantiekomitee obliegt u. a. die Kontrolle von Abläufen, Reklamationen und Verstößen.
Die eigentliche Führung wird durch den Generalsekretär ausgeübt.

### Konföderale Kongresse

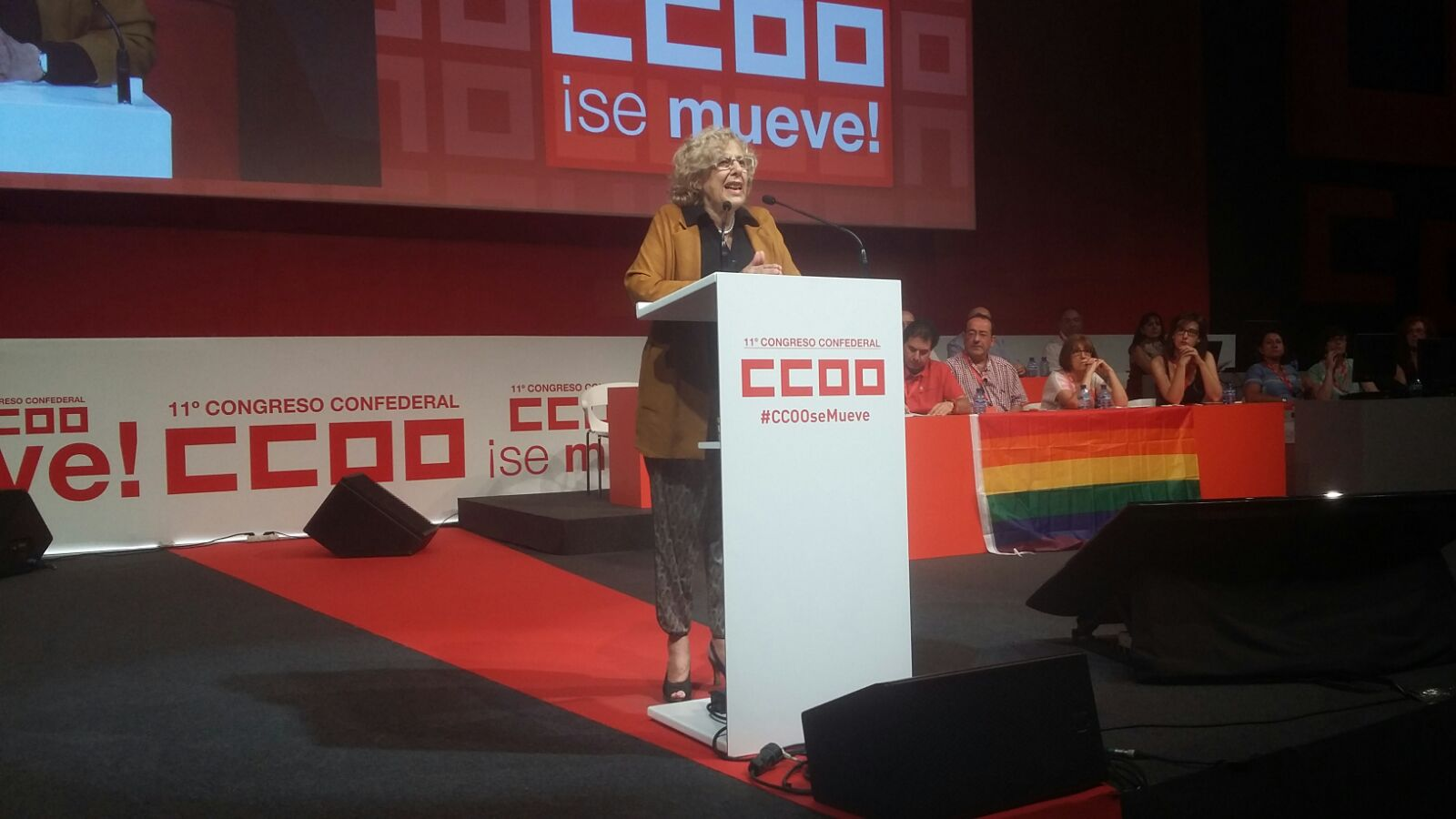
11. Kongress mit der damaligen Madrider Bürgermeisterin Carmena

Die demokratische Entscheidung zur Gründung der Arbeiterkommissionen als nationale Gewerkschaften wurde am 11. Juli 1976 unter klandestinen Bedingungen in Barcelona gefällt. Die dortige Generalversammlung mit ungefähr 500 Delegierten wurde als Asamblea General (Vollversammlung) geführt. Seitdem wurden die mit Vorstandswahlen und Grundsatzbeschlüssen regelmäßig stattfindenden, richtungsweisenden Versammlungen Kongresse (Congresos) genannt. Es gab seit 1978 bisher 12 Konföderale Kongresse :
| Zeitraum          | Kongress               |
| ----------------- | ---------------------- |
| 21.–25.06.1978    | 1. Kongress, Madrid    |
| 18.–21.06.1981    | 2. Kongress, Barcelona |
| 21.–24.06.1984    | 3. Kongress, Madrid    |
| 18.–21.11.1987    | 4. Kongress, Madrid    |
| 04.–07.12.1991    | 5. Kongress, Madrid    |
| 17.–20.01.1996    | 6. Kongress, Madrid    |
| 12.–15.04.2000    | 7. Kongress, Madrid    |
| 21.–24.04.2004    | 8. Kongress, Madrid    |
| 17.–20.12.2008    | 9. Kongress, Madrid    |
| 21.–23.02.2013    | 10. Kongress, Madrid   |
| 29.06.–01.07.2017 | 11. Kongress, Madrid   |
| 21.–23.10.2021    | 12. Kongress, Madrid   |

### Generalsekretäre
| Zeitraum  | Generalsekretäre       |
| --------- | ---------------------- |
| 1976–1987 | Marcelino Camacho      |
| 1987–2000 | Antonio Gutiérrez      |
| 2000–2008 | José María Fidalgo     |
| 2008–2017 | Ignacio Fernández Toxo |
| 2017–     | Unai Sordo             |

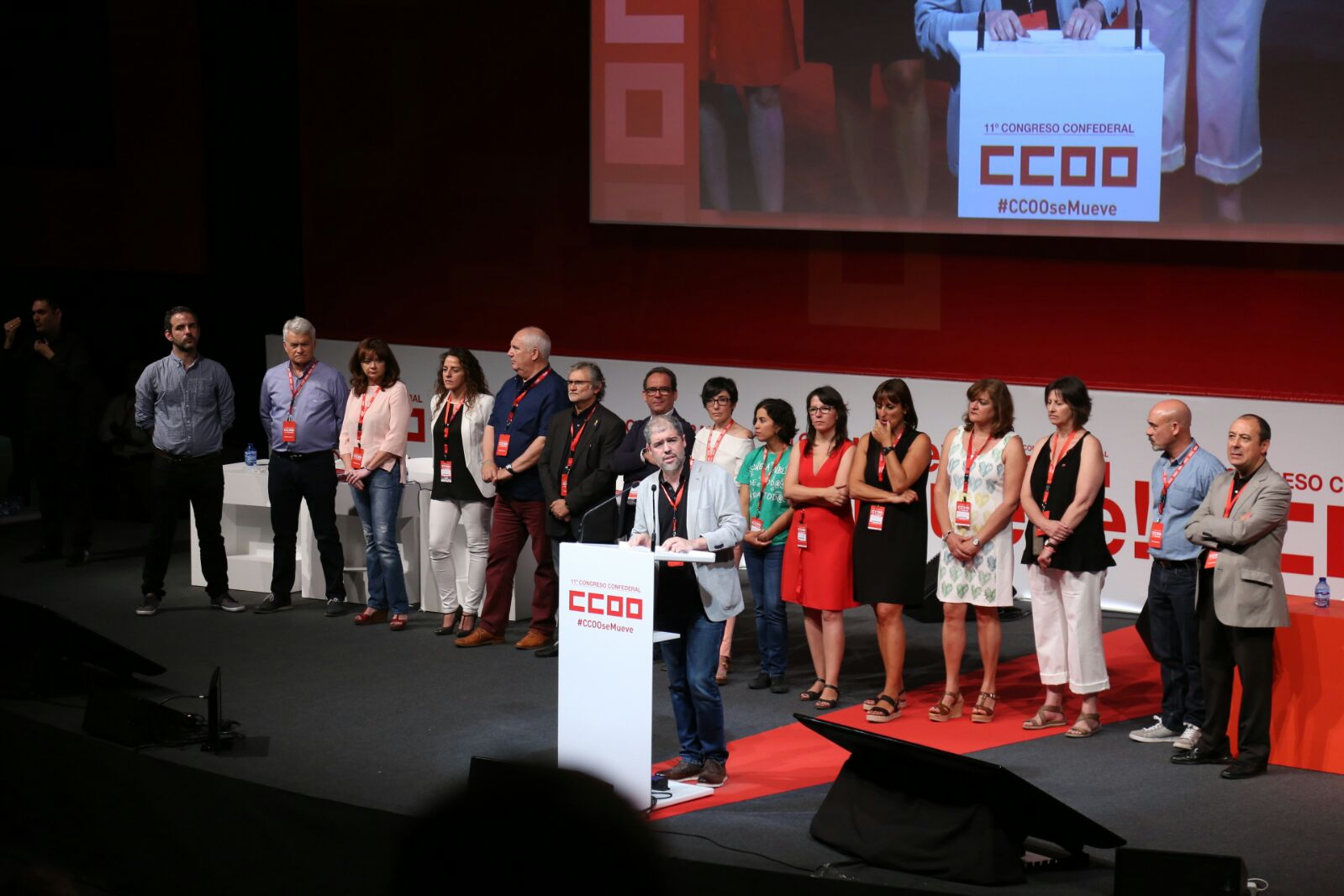
Generalsekretär Unai Sordo und sein Team 2017

Ignacio Fernández Toxo war von 2011 bis 2015 auch Vorsitzender des Europäischen Gewerkschaftsbundes (European Trade Union Confederation).

### Gewerkschaftlicher Organisationsgrad und Mitgliederzahlen in Tabellen
- Der gewerkschaftliche Organisationsgrad Spaniens kann an diesen Tabellen abgelesen werden:
- Jahre 1970–2003[24]

| Jahr    | 1970 | 1980 | 1995 | 2003 |
| ------- | ---- | ---- | ---- | ---- |
| EU-15   | 38   | 40   | 30   | 26+  |
| Spanien |      | 13   | 16   | 16   |

- Jahre 2004–2016[25]

| Jahr    | 2004 | 2006 | 2008 | 2010 | 2013 | 2016 |
| ------- | ---- | ---- | ---- | ---- | ---- | ---- |
| Spanien | 15,5 | 15   | 15   | 16,4 | 16,9 | 13,9 |

Die Zahlen belegen eine grundsätzliche Schwäche der spanischen Gewerkschaftsbewegung. Der Organisationsgrad ist im europäischen Vergleich niedrig.
- Mitglieder der Arbeiterkommissionen (Comisiones Obreras) von 1977–1994[26]

| Jahr                 | 1977      | 1978  | 1979  | 1980  | 1981  | 1982  | 1983  | 1984  | 1985  |
| -------------------- | --------- | ----- | ----- | ----- | ----- | ----- | ----- | ----- | ----- |
| Spanien              | 1,622.000 | 2,457 | 2,088 | 1,180 | 1,085 | 1,087 | 1,128 | 1,078 | 1,103 |
| Arbeiterkommissionen | 536.000   | 910   | 632   | 483   | 467   | 453   | 453   | 429   | 427   |

| Jahr                 | 1986  | 1987  | 1988  | 1989  | 1990  | 1991  | 1992  | 1993  | 1994  |
| -------------------- | ----- | ----- | ----- | ----- | ----- | ----- | ----- | ----- | ----- |
| Spanien              | 1,110 | 1,244 | 1,373 | 1,515 | 1,697 | 1,962 | 2,124 | 2,166 | 2,126 |
| Arbeiterkommissionen | 398   | 441   | 486   | 527   | 610   | 692   | 761   | 775   | 787   |

- Mitgliedszahlen der Arbeiterkommissionen von 2009–2015[27]

| Jahr                 | 2009      | 2015    |
| -------------------- | --------- | ------- |
| Arbeiterkommissionen | 1.203.307 | 909.052 |

### Betriebskomitee-Wahlen: Ergebnisse in Prozent
Die Ergebnisse der Betriebskomitee-Wahlen
zeigten in vielen Jahren, dass die Kandidaten der Arbeiterkommissionen (Comisiones Obreras) ein hohes Vertrauen in den Betrieben genießen und häufig vor dem größten Rivalen, der UGT liegen. Die letzten sieben Wahlen gewannen die Kandidaten der Arbeiterkommissionen.
| Jahr                 | 1978  | 1980  | 1982  | 1986  | 1990  | 1995  | 1999  | 2003  | 2007  | 2011  | 2015  | 2019  |
| -------------------- | ----- | ----- | ----- | ----- | ----- | ----- | ----- | ----- | ----- | ----- | ----- | ----- |
| Arbeiterkommissionen | 34,45 | 30,86 | 33,40 | 34,27 | 37,60 | 37,74 | 37,63 | 38,74 | 39,09 | 38.38 | 36,17 | 35,40 |
| UGT                  | 21,69 | 29,27 | 36,71 | 40,19 | 43,10 | 35,51 | 37,17 | 36,80 | 37,15 | 36,33 | 33,30 | 31,97 |

### Arbeitskämpfe, Streiks, Generalstreiks

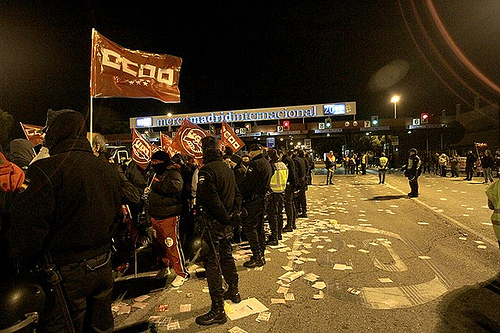
Generalstreik, 14. November 2012, Madrid

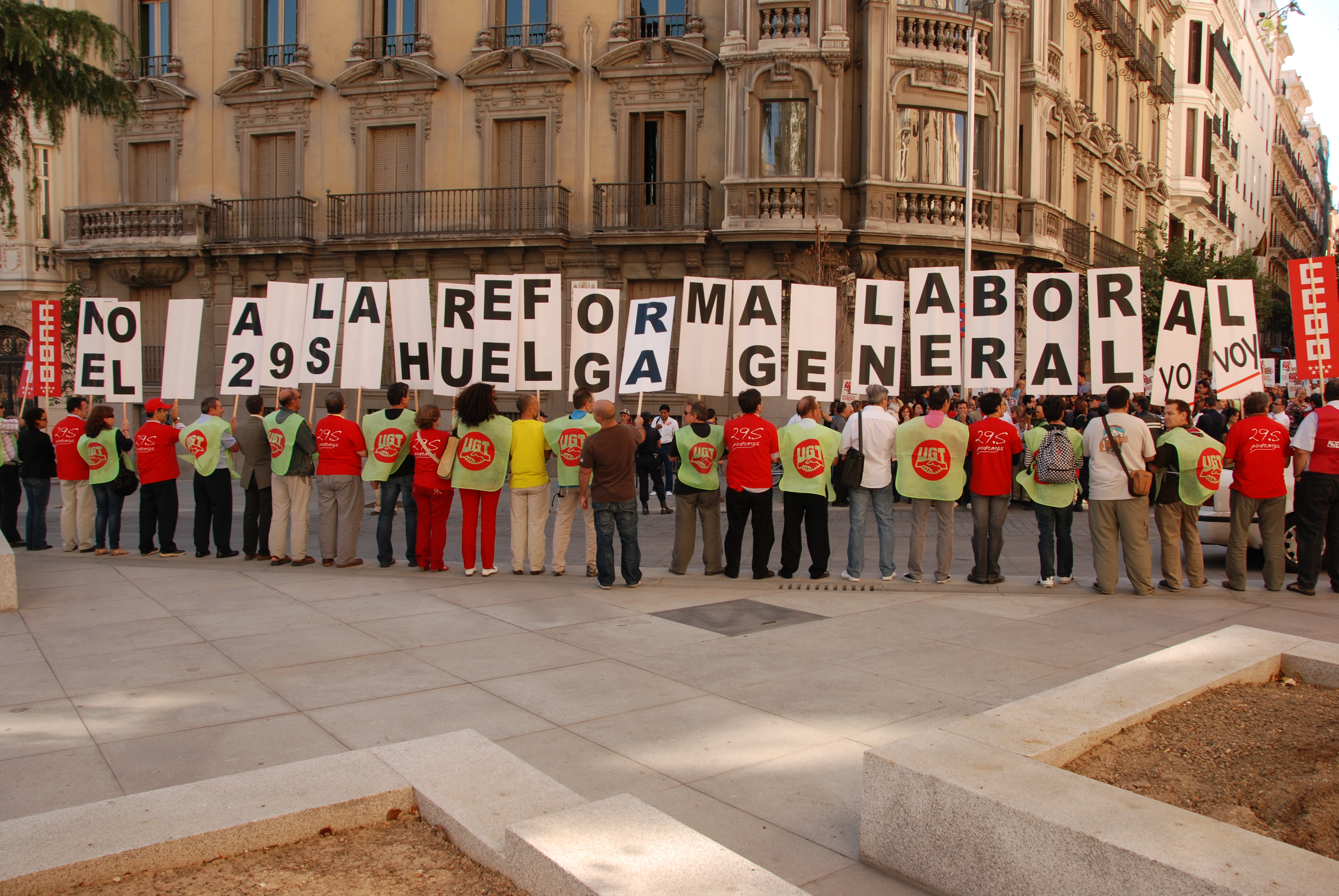
Generalstreik von CCOO und UGT, 2010

- Generalstreik von CCOO und UGT, 2010Die folgende Tabelle[30] gibt die jährlichen Streiktage pro 1.000 Beschäftigte an:

| Jahr    | 1974 | 1980 | 1995 | 2000 | 2005 |
| ------- | ---- | ---- | ---- | ---- | ---- |
| EU-15   | --   | --   | 90   | 54   | 31   |
| Spanien | 809  | 371  | 121  | 233  | 50   |

- Generalstreiks[31] in Spanien seit 1975:

| Zeitraum   | Organisatoren                                                        | Anlass                                                                          | Dauer             | Präsident                 |
| ---------- | -------------------------------------------------------------------- | ------------------------------------------------------------------------------- | ----------------- | ------------------------- |
| 05.04.1978 | Europäischer Gewerkschaftsbund, CCOO, UGT                            | hohe Arbeitslosigkeit in Europa                                                 | 1 Stunde          | Suárez (UCD)              |
| 20.06.1985 | CCOO, kleine Gewerkschaften                                          | gegen Rentengesetz                                                              | 24 Std.           | Gonzalez (PSOE)           |
| 14.12.1988 | CCOO, UGT                                                            | gegen Wirtschaftspolitik der Regierung                                          | 24 Std.           | Gonzalez (PSOE)           |
| 28.05.1992 | CCOO, UGT                                                            | gegen Rentenkürzung, Streikgesetz-Projekt, Forderung nach Re-Industrialisierung | halber Arbeitstag | Gonzalez (PSOE)           |
| 27.04.1994 | CCOO, UGT, USO, CGT, CIG                                             | gegen Sozialkürzungen, Arbeitsgesetz                                            | 24 Std.           | Gonzalez (PSOE)           |
| 20.06.2002 | CCOO, UGT                                                            | gegen Sozialkürzungen                                                           | 24 Std.           | Anzar (PP)                |
| 29.09.2010 | CCOO, UGT                                                            | gegen Rentenreform                                                              | 24. Std.          | Rodríguez Zapatero (PSOE) |
| 29.03.2012 | CCOO, UGT                                                            | gegen das 7. Arbeitsgesetz                                                      | 24 Std.           | Rajoy (PP)                |
| 14.11.2012 | CCOO, UGT, Portugal, Italien, Zypern, Malta, Griechenland            | gegen Austeritätspolitik                                                        | 24 Std.           | Rajoy (PP)                |
| 08.03.2018 | Feministische Organisationen, CCOO, UGT schließen sich für 4 Std. an | Internationaler Frauenstreik 2018 für Gleichstellung                            | 2+2 Std.          | Rajoy (PP)                |

### Presse
- Digitale Gewerkschaftsgazette (GACETA SINDICAL DIGITAL): Nach Artikel 37[32] der Statuten (2021) ist die Aufgabe der Gazette, ein Ort der Debatte und Reflexion zu sein. Die Diskussion von Gewerkschafts- und Arbeitsproblemen und die unterschiedlichen Meinungen, die innerhalb des Gewerkschaftlichen Konföderation der Arbeiterkommissionen (Confederación Sindical de Comisiones Obreras) koexistieren, sollen von der Gazette befördert werden.

### Stiftungen
Die Arbeiterkommissionen verfügen über verschiedene Stiftungen, die die Arbeit der Arbeiterkommissionen unterstützen sollen:
- Stiftung Erster Mai (1° de mayo)[33]
  - Institut Frieden und Solidarität (Instituto Paz y Solidaridad Serafín Aliaga de CCOO)[34]
- Stiftung Ausbildung und Beschäftigung (Fundación Formación y Empleo, Miguel Esaclera)[35]
- Institut Arbeit, Umwelt und Gesundheit (istas: Instituto Sindical de Trabajo, Ambiento y Salud)[36]

### Jugendorganisation
Die Arbeiterkommissionen (Comisiones Obreras) haben eine gewerkschaftliche Jugendorganisation (Jovenes CCOO, junge Arbeiterkommissionen).

## Einordnung
Der offensichtliche Verlust an Mitgliedern während der 80er Jahre war der tiefen Wirtschaftskrise mit den Schwierigkeiten bei der Anpassung an den kapitalistischen Weltmarkt geschuldet. Im europäischen Vergleich ist man damit im unteren Drittel der Länder zu finden, wie auch die postsozialistischen Länder und Frankreich und Portugal.
Die Schrumpfung der Industrie mit traditionell vielen Arbeitsplätzen führte zu einem starken Rückgang der Mitgliedschaften auch in Spanien. Ebenso hatte der demografische Wandel, der eine Verjüngung mit sich brachte, keinen positiven Effekt auf den Organisationsgrad. Der wurde zudem von dem lebensweltlichen Wandel der Lebensstile negativ beeinflusst.
Allerdings findet sich auf der anderen Seite der Geltungsbereich der Tarifverträge, der in Spanien um den Faktor 5 größer ist als der Organisationsgrad der Beschäftigten.
Und im Falle Spaniens spricht für eine relative Stärke der Gewerkschaften die vorliegende Mobilisierbarkeit für Streiks, obgleich die Gewerkschaften keine Streikkassen führen.
Die Erfahrungen der sozialistischen UGT mit der „sozialistischen“ PSOE führte de facto zu einer immer engeren Zusammenarbeit mit den Arbeiterkommissionen, die sich selbst auch immer mehr von der Politik der PCE, die in den 80er Jahren einen Bruderkampf führte, entfernten und damit an Vertrauen gewannen. Die Zusammenarbeit führte zu neuer gewerkschaftlicher Stärke, die auch die vorgeblich sozialistischen Regierungen zu spüren bekamen.